# Ferlles Nuevo Campestre
Ferlles Nuevo Campestre es una localidad del municipio de Nacajuca ubicado en la subregión centro del estado mexicano de Tabasco.

## Geografía
La localidad de Ferlles Nuevo Campestre se sitúa en las coordenadas geográficas 18°01′42″N 92°55′33″O / 18.028333, -92.925833, a una elevación de 8 metros sobre el nivel del mar.

## Demografía
Según el Conteo de Población y Vivienda 2020, efectuado por el Instituto Nacional de Estadística y Geografía, la localidad de Ferlles Nuevo Campestre tiene 442 habitantes, de los cuales 217 son del sexo masculino y 225 del sexo femenino. Su tasa de fecundidad es de 1.91 hijos por mujer y tiene 135 viviendas particulares habitadas.
| Gráfica de evolución demográfica de Ferlles Nuevo Campestre entre 1995 y 2020 |
|                                                                               |
| INEGI.                                                                        |